# Oxystophyllum atropurpureum
Oxystophyllum atropurpureum é uma espécie de orquídea cujos caules são recobertos por folhas suculentas e rígidas que formam uma espécie de leque alongado com flores pequenas que abrem em sucessão, nativa da Indochina à Nova Guiné.